# Ctenosaura nolascensis
El garrobo de San Pedro Nolasco (Ctenosaura nolascensis), también conocido como iguana de cola espinosa de San Pedro Nolasco, iguana blanca de Nolasco o iguana espinosa de Nolasco, es una especie de lagarto escamoso iguánido del género Ctenosaura endémica del Golfo de California en México. Fue descrito por el herpetólogo estadounidense Hobart Muir Smith en 1972.

## Taxonomía
La clasificación taxonómica de este lagarto significó un debate considerable. Primero se le describía erróneamente como parte de la especie hermana el garrobo de palo, para su posterior descripción por Hobart Muir Smith como una subespecie de esta  mencionada especie hermana (como Ctenosaura hemilopha nolascensis). No fue hasta 1999 que el garrobo de San Pedro Nolasco fue reconocido a nivel de especie por Grismer. Se han detectado componentes genéticos de estos dos linajes dentro de la isla donde habitan.

## Distribución y hábitat
El garrobo de San Pedro Nolasco se distribuye únicamente en la isla San Pedro Nolasco, situada en el Golfo de California a las costas de Sonora, México. La isla de San Pedro Nolasco está completamente libre de actividades humanas además de la pesca y el buceo deportivo. La isla mide aproximadamente 3 km² y el garrobo se puede encontrar desde el nivel del mar hasta los 328 m.
El garrobo de Nolasco se encuentra frecuentemente debajo de rocas, dentro de árboles huecos y en cactus dentro de matorrales secos tropicales y en zonas intermareales, específicamente en costas rocosas entre 0 y 50 m s. n. m. El garrobo es principalmente herbívoro, alimentándose  de los frutos del pitayo dulce y del amenazado alicoche de San Pedro pasada la temporada de floración. En temporadas de sequía, cuando el alimento escasea los garrobos de Nolasco comerán de los tallos de diferentes tipos de choyas.